# Волконештська волость (Мелітопольський повіт)
Волконештська волость — адміністративно-територіальна одиниця Мелітопольського повіту Таврійської губернії.
Станом на 1886 рік складалася з 6 поселень, 5 сільських громад. Населення — 2678 осіб (1384 чоловічої статі та 1294 — жіночої), 445 дворових господарств.
|                     | Площа, десятин | У тому числі орної, дес. |
| ------------------- | -------------- | ------------------------ |
| Сільських громад    | 21896          | 11651                    |
| Приватної власності | 9492           | 1600                     |
| Іншої власності     | 60             | 50                       |
| Загалом             | 31448          | 13301                    |

Найбільші поселення волості:
- Волконешти — колонія болгар при річках Велика Успокоха та Мала Успокоха за 37 верст від повітового міста, 741 особа, 127 дворів, православна церква, школа, сільська управа, 3 лавки.
- Болгрод — колонія болгар при колодязях, 718 осіб, 122 двори, молитовний будинок, 2 лавки.
- Тернівка (Караджи) — село при річці Великий Утлюк, 615 осіб, 96 дворів, школа.